# Christian Streich
Christian Streich (Weil am Rhein, 11 giugno 1965) è un allenatore di calcio ed ex calciatore tedesco, di ruolo centrocampista.

## Carriera

### Allenatore
Dopo aver ricoperto per cinque anni il ruolo di assistente allenatore al Friburgo, nel dicembre 2011 diventa il tecnico della squadra tedesca.
Il 18 marzo 2024 viene annunciato che avrebbe lasciato il Friburgo dopo 12 stagioni e mezzo sulla panchina del club.

## Statistiche

### Statistiche da allenatore
Statistiche aggiornate al 18 maggio 2024. In grassetto le competizioni vinte.
| Stagione        | Squadra         | Campionato      | Campionato | Campionato | Campionato | Campionato | Coppe nazionali | Coppe nazionali | Coppe nazionali | Coppe nazionali | Coppe nazionali | Coppe continentali | Coppe continentali | Coppe continentali | Coppe continentali | Coppe continentali | Altre coppe | Altre coppe | Altre coppe | Altre coppe | Altre coppe | Totale | Totale | Totale | Totale | % Vittorie | Piazzamento |
| Stagione        | Squadra         | Comp            | G          | V          | N          | P          | Comp            | G               | V               | N               | P               | Comp               | G                  | V                  | N                  | P                  | Comp        | G           | V           | N           | P           | G      | V      | N      | P      | %          | Piazzamento |
| --------------- | --------------- | --------------- | ---------- | ---------- | ---------- | ---------- | --------------- | --------------- | --------------- | --------------- | --------------- | ------------------ | ------------------ | ------------------ | ------------------ | ------------------ | ----------- | ----------- | ----------- | ----------- | ----------- | ------ | ------ | ------ | ------ | ---------- | ----------- |
| gen-giu. 2012   | Friburgo        | BL              | 17         | 7          | 6          | 4          | CG              | -               | -               | -               | -               | -                  | -                  | -                  | -                  | -                  | -           | -           | -           | -           | -           | 17     | 7      | 6      | 4      | 41,18      | Sub. 12°    |
| 2012-2013       | Friburgo        | BL              | 34         | 14         | 9          | 11         | CG              | 5               | 4               | 0               | 1               | -                  | -                  | -                  | -                  | -                  | -           | -           | -           | -           | -           | 39     | 18     | 9      | 14     | 46,15      | 5°          |
| 2013-2014       | Friburgo        | BL              | 34         | 9          | 9          | 16         | CG              | 3               | 2               | 0               | 1               | UEL                | 6                  | 1                  | 3                  | 2                  | -           | -           | -           | -           | -           | 43     | 12     | 12     | 19     | 27,91      | 14°         |
| 2014-2015       | Friburgo        | BL              | 34         | 7          | 13         | 14         | CG              | 4               | 3               | 0               | 1               | -                  | -                  | -                  | -                  | -                  | -           | -           | -           | -           | -           | 38     | 10     | 13     | 15     | 26,32      | 17° (retr.) |
| 2015-2016       | Friburgo        | 2.BL            | 34         | 22         | 6          | 6          | CG              | 2               | 1               | 0               | 1               | -                  | -                  | -                  | -                  | -                  | -           | -           | -           | -           | -           | 36     | 23     | 6      | 7      | 63,89      | 1° (prom.)  |
| 2016-2017       | Friburgo        | BL              | 34         | 14         | 5          | 15         | CG              | 2               | 1               | 1               | 0               | -                  | -                  | -                  | -                  | -                  | -           | -           | -           | -           | -           | 36     | 15     | 6      | 15     | 41,67      | 7°          |
| 2017-2018       | Friburgo        | BL              | 34         | 8          | 12         | 14         | CG              | 3               | 2               | 0               | 1               | UEL                | 2                  | 1                  | 0                  | 1                  | -           | -           | -           | -           | -           | 39     | 11     | 12     | 16     | 28,21      | 15°         |
| 2018-2019       | Friburgo        | BL              | 34         | 9          | 11         | 14         | CG              | 2               | 0               | 1               | 1               | -                  | -                  | -                  | -                  | -                  | -           | -           | -           | -           | -           | 36     | 9      | 11     | 14     | 25,00      | 13°         |
| 2019-2020       | Friburgo        | BL              | 34         | 13         | 9          | 12         | CG              | 2               | 1               | 0               | 1               | -                  | -                  | -                  | -                  | -                  | -           | -           | -           | -           | -           | 36     | 14     | 9      | 13     | 38,89      | 8°          |
| 2020-2021       | Friburgo        | BL              | 34         | 12         | 9          | 13         | CG              | 2               | 1               | 0               | 1               | -                  | -                  | -                  | -                  | -                  | -           | -           | -           | -           | -           | 36     | 13     | 9      | 14     | 36,11      | 10°         |
| 2021-2022       | Friburgo        | BL              | 34         | 15         | 10         | 9          | CG              | 6               | 4               | 2               | 0               | -                  | -                  | -                  | -                  | -                  | -           | -           | -           | -           | -           | 40     | 19     | 12     | 9      | 47,50      | 6°          |
| 2022-2023       | Friburgo        | BL              | 34         | 17         | 8          | 9          | CG              | 5               | 4               | 0               | 1               | UEL                | 8                  | 4                  | 2                  | 2                  | -           | -           | -           | -           | -           | 47     | 25     | 10     | 12     | 53,19      | 5°          |
| 2023-2024       | Friburgo        | BL              | 34         | 11         | 9          | 14         | CG              | 2               | 1               | 0               | 1               | UEL                | 10                 | 6                  | 1                  | 3                  | -           | -           | -           | -           | -           | 46     | 18     | 10     | 18     | 39,13      | 10°         |
| Totale carriera | Totale carriera | Totale carriera | 425        | 159        | 115        | 151        |                 | 38              | 24              | 4               | 10              |                    | 26                 | 12                 | 6                  | 8                  |             | -           | -           | -           | -           | 489    | 195    | 125    | 169    | 39,88      |             |

## Palmarès

### Allenatore

#### Club
- 2. Fußball-Bundesliga: 1

Friburgo: 2015-2016

#### Individuale
- Allenatore tedesco dell'anno: 1

2022